# هارموني (مقاطعة فيرنون)
هارموني، مقاطعة فيرنون (بالإنجليزية: Harmony, Vernon County, Wisconsin)‏ هي بلدة تقع بولاية ويسكونسن في الولايات المتحدة. تبلغ مساحتها 111.1 (كم²)، وترتفع عن سطح البحر 227 م، بلغ عدد سكانها 739 نسمة في عام 2000 حسب إحصاء مكتب تعداد الولايات المتحدة وتصل الكثافة السكانية فيها 6.7 نسمة/كم2.

## وصلات خارجية
- http://tn.harmony.wi.gov/index.html
- The US50 - Cities and Towns in Wisconsin State
- Wisconsin Cities and Towns, Facts, Map, Flag, Colleges, Government, and More